# Перехід Мотта
Перехід Мотта — різка зміна електропровідності твердого тіла при збільшенні концентрації носіїв заряду, зумовлена екрануванням кулонівської взаємодії між електронами та дірками.
Властивості значного числа сполук перехідних металів погано описуються зонною теорією в зв'язку з міжелектронною взаємодією. Для деяких із цих матеріалів властиве різке зростання електропровідності при збільшенні температури. Можливе пояснення цього явища полягає в тому, що збільшення температури призводить до зміни періоду кристалічної ґратки, при якому локалізовані стани електронів стають делокалізованими.
Невілл Френсіс Мотт запропонував пояснення цього явища, пов'язане з екранізацією кулонівської взаємодії. При малій концентрації носіїв заряду збуджені в ньому електрон та дірка утворюють екситон із енергією зв'язку
{\displaystyle V=-{\frac {e^{2}}{2\varepsilon a_{0}}}},
де e — заряд електрона, {\displaystyle \varepsilon } — діелектрична проникність, {\displaystyle a_{0}} — радіус Бора для екситона. Екситон — нейтральна частинка, тому збудження не призводять до провідності.
При збільшенні концентрації носіїв заряду кулонівська взаємодія екранується. Коли радіус екранування стає меншим за радіус Бора для екситона, електрон та дірка перестають бути зв'язаними, тож можуть вільно переміщатися, даючи внесок в провідність. За оцінками Мотта такий перехід відбувається при
{\displaystyle n^{1/3}a_{0}>{\frac {1}{4}}\left({\frac {\pi }{3}}\right)^{1/3}},
де n — концентрація електронів. Ця рівність еквівалентна {\displaystyle r_{s}<2,5}, де {\displaystyle r_{s}} — середня віддаль між електронами.
Перехід Мотта не є єдиною моделлю переходу метал-напівпровідник. В багатьох випадках справедливість тієї чи іншої моделі ще досі незрозуміла.